# J. Russel Robinson

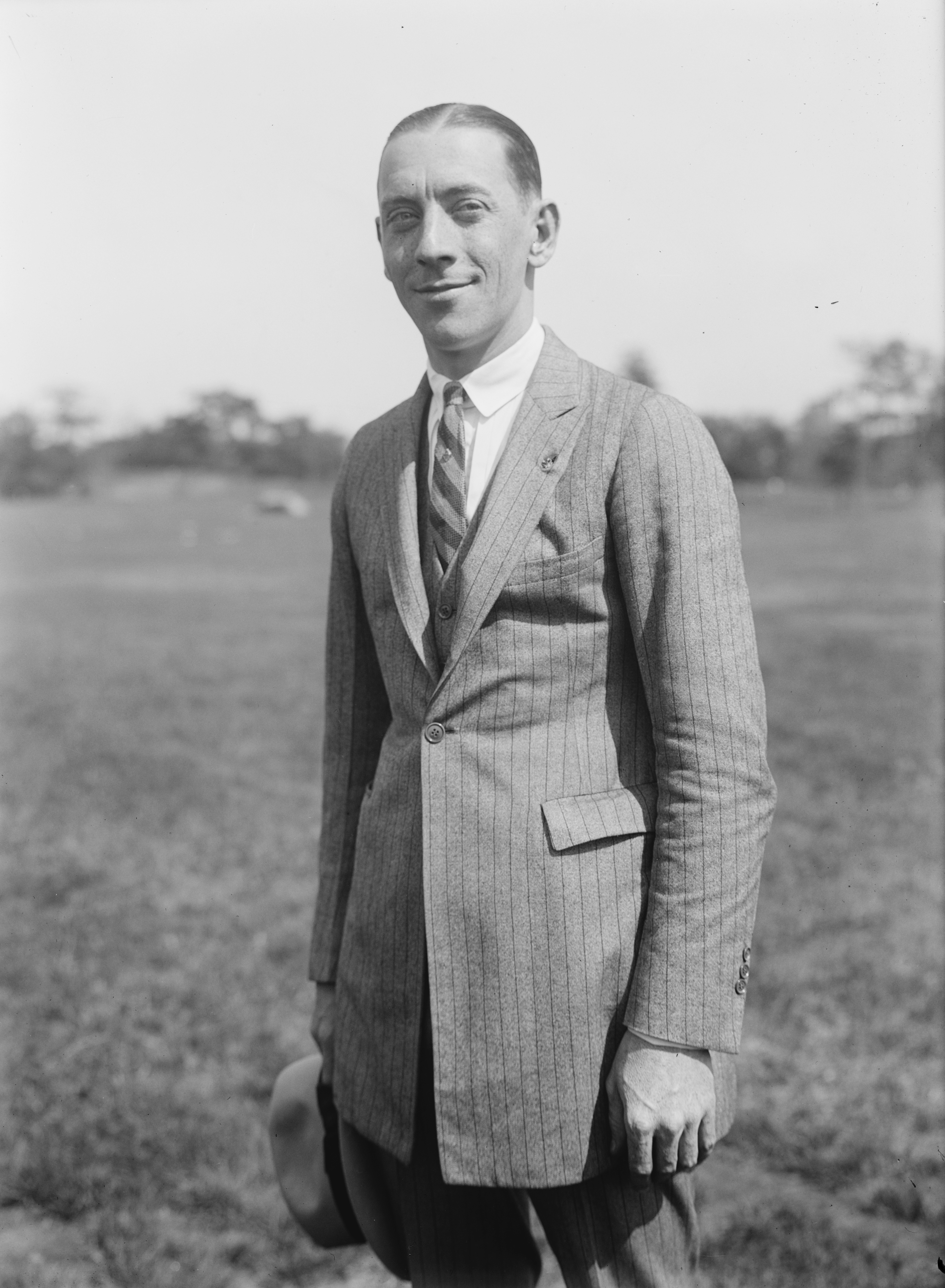
J. Russel Robinson

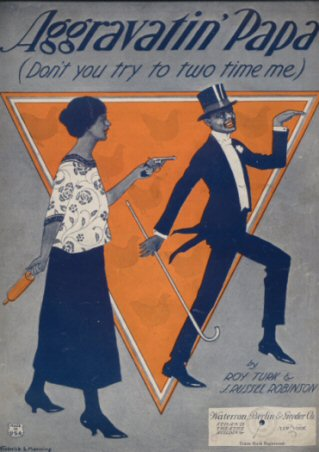
J. Russel Robinson/Roy Turk Aggravatin' Papa (Don't You Try to Two-Time Me) Notenausgabe 1922

Joseph Russel Robinson (* 8. Juli 1892 in Indianapolis; † 30. September 1963 in Palmdale) war ein amerikanischer Pianist und Komponist des Ragtime und Dixieland Jazz, der gelegentlich auch als Arrangeur und Liedtexter arbeitete.

## Leben und Wirken
Robinson, der privaten Musikunterricht hatte und an der Shortridge High School seiner Geburtsstadt ausgebildet wurde, trat mit seinem Bruder John als musikalisches Duo, aber auch als Stummfilmpianist auf und startete zudem früh mit dem Komponieren; 1909 konnte er seinen Sapho Rag veröffentlichen. Er schloss sich einer Vaudeville-Gruppe, den Famous Robinson Brothers an. 1910 entstanden zwei Kompositionen, Dynamite Rag: A Negro Drag und (mit seiner späteren Frau Marguerite Kendall) I Feel Religion Coming On, mit denen er einem breiteren Publikum bekannt wurde. Seine Komposition That Eccentric Rag (1912) verhalf endgültig zur Bekanntheit und entwickelte sich später zum Jazzstandard. Mit seinem Bruder tourte er durch die Südstaaten, wobei es zu einem längeren Aufenthalt in New Orleans kam. Als Pianist spielte er mehrere hundert Pianorollen für die US Music Company in Chicago und später die QRS Company in New York City ein.
1919 wurde Robinson nach dem Tod von Henry Ragas als Pianist in die Original Dixieland Jazz Band geholt, mit der er zunächst eine Europatournee absolvierte; in dieser Zeit schrieb er auch Songs mit Al Bernard.  Dann arbeitete er für den Musikverlag von W. C. Handy und verfasste neue Arrangements und Texte für die Verfilmung und Neuausgabe von Stücken wie dem Memphis Blues oder dem St. Louis Blues; mit Handy und Charles H. Hillmann schrieb er den Song Though We're Miles and Miles Apart. 1920 war er auf dem Broadway beschäftigt und schrieb gemeinsam mit Con Conrad Songs, wie Margie und Lena from Palesteena,  die sich als Hits erwiesen. In den nächsten Jahren verfasste er gemeinsam mit Roy Turk Songs, insbesondere für die Plantation Revue auf dem Broadway. Als Pianist begleitete er zudem Blues- und Jazzsängerinnen wie Annette Hanshaw, Lucille Hegamin, Marion Harris und Lizzie Miles bei Studioterminen (teilweise ist er dabei als Spencer Williams – mit dessen Zustimmung – gelistet). Weitere Songs schrieb er gemeinsam mit Noble Sissle, Mercer Cook, Andy Razaf oder Jo Trent. 1951 verklagte er in einem Urheberrechtsstreit Mills Music wegen mehr als 100 000 Dollar unterlassener Zahlung von Tantiemen für seine Songs. 1957 schrieb er das Musical Mermaid Tavern.
Seine Komposition Singin’ the Blue wurde 1977 in der Version von Frankie Trumbauer (mit Bix Beiderbecke, 1927)  in die Grammy Hall of Fame aufgenommen.